# Boops
Boops (del griego antiguo βόωψ, transliterado boōps, literalmente vaca-ojo) es un género de peces perciformes de la familia Sparidae.

## Especies
Se reconocen las siguientes especies:
- Boops boops
- Boops lineatus